# Francisco José do Nascimento
Francisco José do Nascimento   (Aracati, 15 d'abril de 1839 - Fortaleza, 5 de març de 1914), també conegut com Dragão do Mar o Chico da Matilde, va ser un mariner, pràctic i líder abolicionista brasiler. Va participar de manera activa en el Moviment Abolicionista Cearense, que va ser la província pionera en la prohibició de l'esclavitud al seu país.

## Biografia
Francisco Nascimento va néixer a Canoa Quebrada, districte del municipi d'Aracati, el 15 d'abril de 1839. D'origen molt humil, era fill del pescador Manoel do Nascimento i de Matilde Maria da Conceição. Als vuit anys, amb la mort precoç del pare, va començar a treballar als vaixells que feien la ruta entre Ceará i Maranhão.

Fins als 20 anys, va treballar en el veler del comanador portuguès José Raimundo de Carvalho; primer de tripulant i després com a comandant, recorrent ports de les regions nord i nord-est del Brasil. A més, també va treballar en la construcció del port i va ser cap de catraieiros (mariners que portaven petites barques a rem pel transport passatgers), fins a ser nomenat pràctic major de la Capitania dels Ports de Ceará. També llogava jangadas.

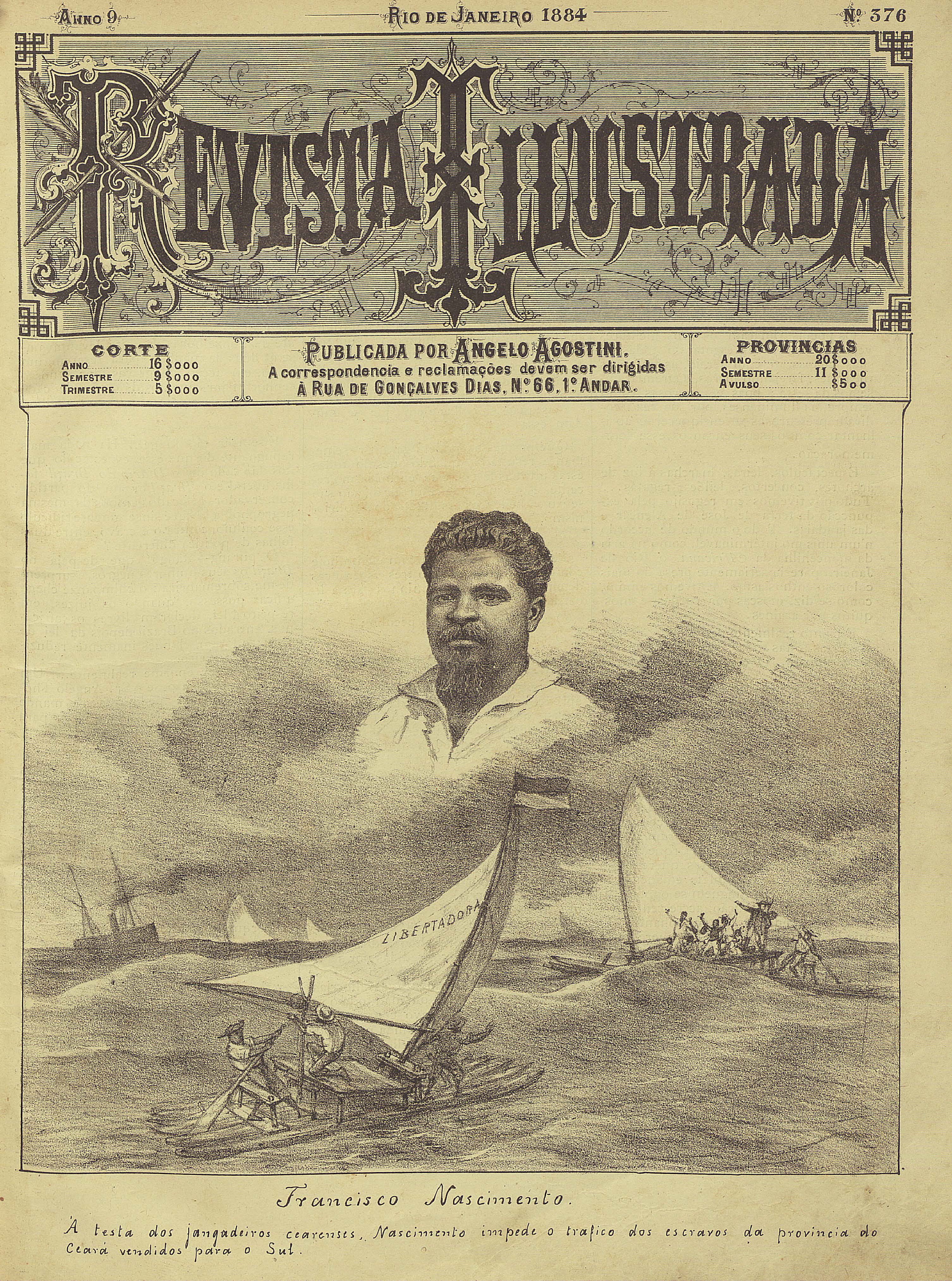
Portada de la Revista Illustrada, vol. 9, núm. 376, 1884. Litografia d'Angelo Agostini.

Tenia una casa propera al Seminari de Prainha (a Fortaleza, la capital de la província). Va contraure matrimoni amb Joaquina Francisca —qui també es va involucrar en la causa abolicionista— i, després de quedar vidu, va contraure matrimoni amb Ernesta Brígido, neboda de João Brígido. El lloc on va rebre sepultura el Dragão do Mar va restar desconegut durant més d'un segle, fins que l'historiador cearense Licínio Nunes de Miranda va descobrir-lo el juliol de 2020, en l'àmbit d'un treball d'investigació acadèmica.

## Abolició de l'esclavitud
El Moviment Abolicionista Cearense, sorgit el 1879, va contribuir —encara que no decisivament— per a aquesta abolició pionera. Les accions van repercutir en el país i els abolicionistes cearenses, gent de l'elit econòmica i intel·lectual, van ser felicitats per la premsa nacional proabolició.

Com a líder dels jangadeiros, Nascimento va unir-se amb els seus companys a la lluita per l'abolició el gener de 1881, negant-se a transportar esclaus. A Nascimento se li atribueix la frase «al port de Ceará no embarquen més esclaus». L'agost de 1881 va haver-hi una nova temptativa d'embarcar esclaus amb destí al mercat de São Paulo i Rio de Janeiro, tanmateix, els jangadeiros van continuar ferms en la decisió i el port de Ceará va ser considerat, pel moviment abolicionista, oficialment tancat per al tràfic interprovincial.

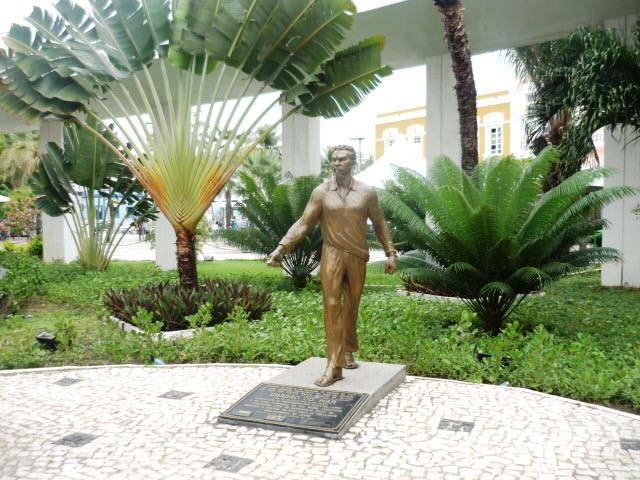
Estàtua en el pati del Centre Dragão do Mar d'Art i Cultura.

Segons la historiadora Ângela Alonso "Els jangadeiros només van aconseguir fer el que van fer perquè tenien part important de l'elit política i de les forces policials al seu costat". Chico va ser homenatjat per la ciutadania cearense, que va atorgar-li el motiu de Drac del Mar (Dragão do Mar).
El 25 de març de 1884, Ceará es va convertir en la primera província brasilera en legislar l'abolició de l'esclavitud.

## Llegat
Francisco José do Nascimento és un símbol de la resistència popular cearense contra l'esclavitud, i va ser homenatjat pel govern de Ceará, amb el seu nom donat a un centre cultural, creat el 1999. També hi ha una escola pública estatal el barri de Mucuripe batejada en honor al mariner, fundada en 1955. Canoa Quebrada també va dedicar-li una plaça. El 23 d'agost de 2013, un nou buc petrolier de Petrobras va ser batejat amb el nom Dragão do Mar.
El 18 de juliol de 2017, Francisco José do Nascimento va ser inscrit en el Llibre dels Herois i Heroïnes de la Pàtria, que es troba en el Panteó de la Pàtria i de la Llibertat Tancredo Neves, a Brasília, en virtut de la Llei Núm. 13.468/2017.